# NGC 1940
NGC 1940 ist ein offener Sternhaufen in der Großen Magellanschen Wolke im Sternbild Dorado. Das Objekt wurde am 6. November 1826 von John Herschel entdeckt.